# Plaine de la Bekaa
« Bekaa » redirige ici.  Pour les homophones, voir BK.
La plaine de la Bekaa, aussi appelée simplement Bekaa (aussi orthographié Beqaa), en arabe سهل البقاع, Boqée ou Bochée en ancien français du Liban médiéval, est une vallée située dans la partie orientale du Liban, encadrée à l'ouest par le mont Liban et à l'est par l'Anti-Liban. Ses habitants sont les Békaaiotes.

## Géographie
Située entre les chaînes du mont Liban et de l'Anti-Liban, à une altitude moyenne d'environ 900 mètres, elle couvre 4 000 kilomètres carrés, soit plus du tiers de la surface du Liban. La plaine s'étend sur 120 km sur une largeur de 8 à 14 km.
Le nord (vallée de l'Oronte) est une région semi-aride à aride, menacée de désertification. Le centre et le sud bénéficient de ressources en eau plus abondantes. La séparation entre, au nord, le bassin de l'Oronte et, au sud, celui du Litani se trouve juste au nord de la ville de Baalbek.
La partie méridionale, que les Libanais appellent « Bekaa ouest » du fait de l'axe nord-est-sud-ouest de la plaine, est limitée par le Jabal Gharbi (en) à l'ouest et le mont Hermon à l'est. Elle est traversée par le fleuve Litani.

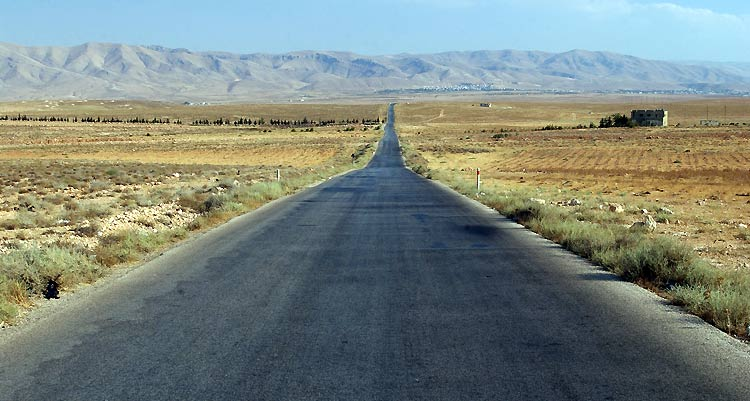
La plaine de la Bekaa.
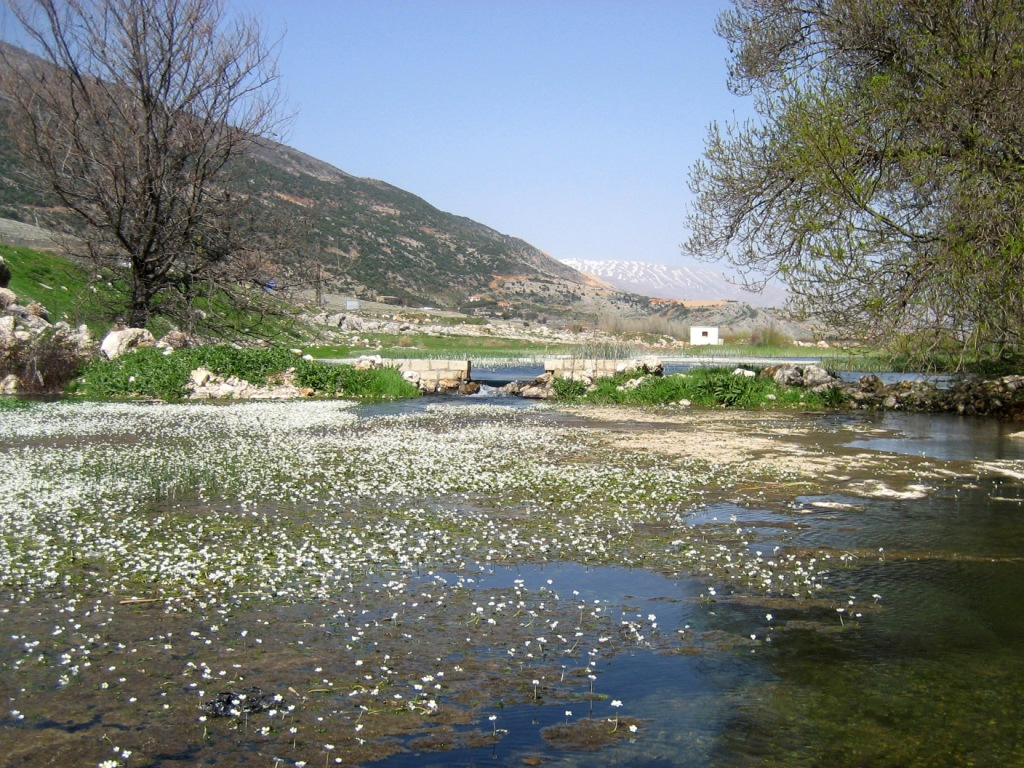
La zone humide d'Aammiq.
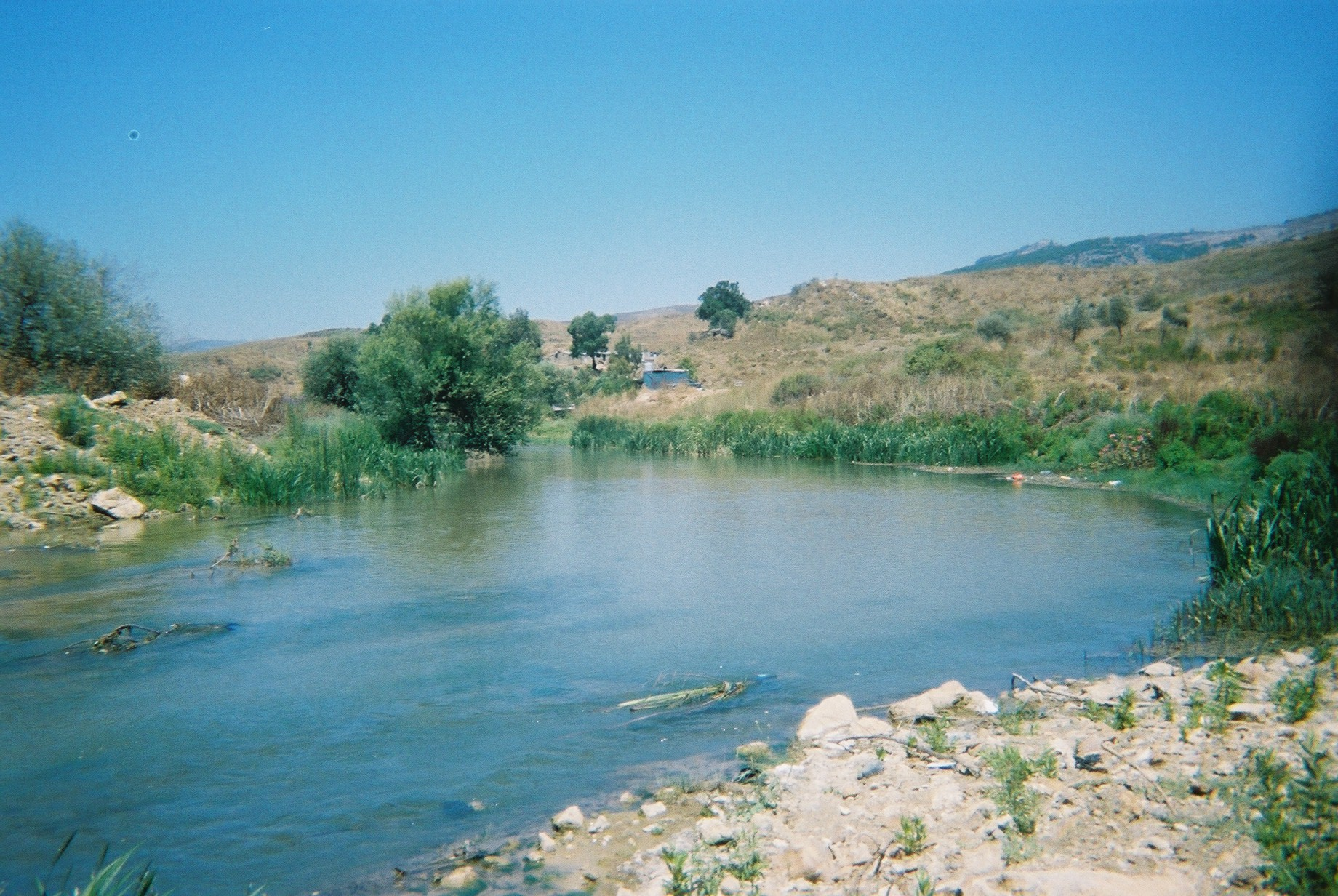
La vallée du Litani près de la frontière avec Israël.

## Histoire
Cette région était connue dans l'Antiquité comme l'Iturée ou la Chalcis. Bérénice, iduméenne descendante du roi Hérode et maîtresse du futur empereur romain Titus, était selon Flavius Josèphe reine de Chalcis. L'historien Georges Contenau mentionne que les Anciens[précision nécessaire] appelaient ce haut plateau Coelé-Syrie.
La plaine de la Bekaa, très fertile, était, à l'époque de la première croisade (fin du XIe siècle), convoitée par les croisés et les États du monde musulman[réf. souhaitée].
Le camp de Helwe, premier camp de formation du PKK, se situait dans la plaine de Bekaa, un camp qui leur a été attribué dans les années 1980 par les organisations palestiniennes présentes.

## Population

### Organisation administrative
Depuis une loi adoptée en 2003, la plaine de la Bekaa est constituée de deux gouvernorats. Le gouvernorat de la Bekaa dont le centre administratif est à Zahlé et le gouvernorat de Baalbek-Hermel dans le nord de la Bekaa dont le centre administratif est à Baalbek.

### Urbanisme
Les villes de la Bekaa sont alignées de part et d'autre de la plaine agricole, sur un axe ouest adossé aux contreforts est du mont Liban, et un axe est adossé aux contreforts ouest de l'Anti-Liban.
Les deux grandes villes de la Bekaa sont Zahlé et Baalbek.
Les principales localités de la Bekaa sur l'axe ouest sont, du nord au sud :
- Hermel
- Ainata
- Yammouné
- Chmistar (en)
- Zahlé
- Chtoura
- Qab Elias (en)
- Saghbine
- Machghara

Les principales localités de la Bekaa sur l'axe est sont, du nord au sud :
- Baalbek
- Al-Ein
- Al-Fiké
- Anjar
- Kamed El Laouz (en)
- Joub Jenin
- Qaraoun
- Sohmor (en)
- Rachaya

La route Beyrouth-Damas traverse la plaine de la Bekaa transversalement en son milieu. Elle a engendré le développement de villes au milieu de la plaine :
- Bar Elias (en)
- El Marj (en)

### Religions
Toutes les confessions libanaises sont présentes dans la Bekaa, avec des dominantes dans certaines parties.
- le Nord (Hermel et Baalbek) est à majorité chiite :
- le centre-Ouest (Zahlé) et le Sud-Ouest (d'Ammiq à Aitanit (en)) est en majorité chrétien — surtout catholique avec présence de maronites et d'orthodoxes.
- Anjar, au centre-est, est arménien (chrétien).
- le Sud-Est entre Bar Elias et Qaraoun est en majorité sunnite.
- le Sud-Est (Rachaya) est druze.
- l'extrême Sud-Ouest (Machghara, Sohmor) est en majorité chiite.

Le village de Béchouate, dans le centre, principalement maronite, est le siège d'un pèlerinage multireligieux pour la vierge Marie.

## Productions agricoles

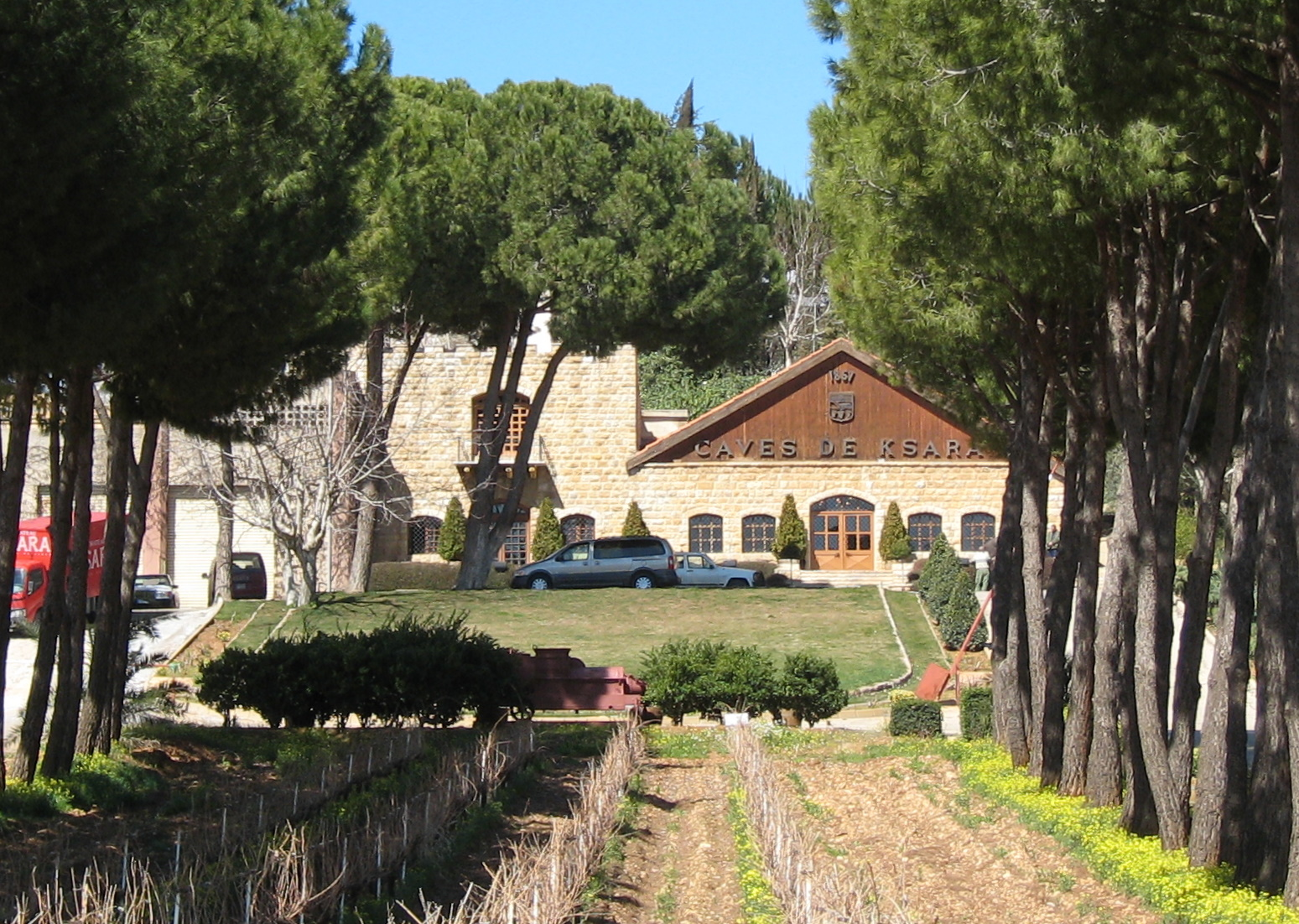
Le domaine vinicole de Ksara.

C'est une région agricole et pauvre. Elle produit des céréales, de la vigne, de la betterave, de la pomme de terre, du coton, du chanvre et des fruits dans les régions irriguées.